# Villalba de los Llanos
Villalba de los Llanos è un comune spagnolo di 196 abitanti situato nella comunità autonoma di Castiglia e León.